# Lijst van musea in Zwitserland
Hieronder volgt een lijst van musea in Zwitserland. De musea zijn gesorteerd op plaats.

## Bazel
- Historisch Museum Bazel, met vier vestigingen:
  - Museum für Geschichte, in de Barfüsserkirche
  - Musikmuseum, in het Lohnhof
  - Museum für Pferdestärken (techniek), in de Merian Gärten Brüglingen
  - Museum für Wohnkultur, in het Haus zum Kirschgarten
- Kunstmuseum Basel
- Antikenmuseum Basel
- Architekturmuseum
- Fondation Beyeler
- Caricature and Cartoon Museum
- Kunsthalle Basel
- Museum fur Gegenwartskunst
- Museum Tinguely
- Schaulager
- Salon des Pianos

## Bern
- Kunsthalle Bern
- Kunstmuseum Bern
- Zentrum Paul Klee

## Chur
- Bündner Kunstmuseum
- Bündner Naturmuseum
- Rätisches Museum

## Davos
- Kirchner Museum Davos

## Einsiedeln
- Panorama Einsiedeln

## Fribourg
- Fri-Art Centre d'Art Contemporain

## Genève
- Centre d'Art Contemporain
- Centre for Contemporary Images
- Musée Ariana
- Musée d'art et d'histoire
- Musée d'art moderne et contemporain (MAMCO)
- Musées Barbier-Mueller
- Musée International de la Réforme
- Musée Rath
- Musée d'ethnographie de Genève

## Glarus
- Kunsthaus Glarus

## Gruyères
- Museum H.R. Giger

## Lausanne
- Collection de l'Art Brut
- Fondation de l'Hermitage
- Musée cantonal des Beaux-Arts
- Musée Olympique
- Musée de l'Elysée

## Liestal
- Orgel- und Harmonium-Museum

## Ligornetto
- Museo Vela

## Luzern
- Bourbaki-panorama
- Kunstmuseum Luzern
- Richard-Wagner-Museum
- Sammlung Rosengart Luzern
- Verkehrshaus der Schweiz

## Lugano
- Museo Cantonale d'Arte

## Martigny
- Fondation Pierre Gianadda

## Montreux
- Queen: The Studio Experience

## Roche
- Zwitsers orgelmuseum

## Schaffhausen
- Hallen für neue Kunst
- Museum zu Allerheiligen

## Sainte-Croix
- Musée Baud

## Sankt Gallen
- Kunstmuseum St. Gallen
- Museum im Lagerhaus
- Kunst Halle St. Gallen

## Sankt Moritz
- Segantini Museum

## Solothurn
- Kunstmuseum Solothurn

## Seewen
Museum voor Muziekautomaten

## Thun
- Kunstmuseum Thun

## Uster
- SwissJazzOrama

## Vevey
- Musée Jenisch

## Warth
- Kunstmuseum des Kantons Thurgau

## Winterthur
- Fotomuseum Winterthur
- Kunstmuseum Winterthur
- Oskar Reinhart Collection
- Villa Flora Winterthur

## Zug
- Kunsthaus Zug

## Zürich
- E.G. Buhrle Foundation Collection
- Kunsthaus Zürich
- Kunsthalle Zürich
- Migros Museum für Gegenwartskunst
- Museum Rietberg
- Swiss National Museums
- Zürich Museum of Design
- Daros Exhibitions